# Klassieke muziek van A tot Z

## A
Abraham - 
Absoluut gehoor - 
Accordeon - 
A capella - 
Adagio - 
Additief ritme - 
Aeolisch - 
Aerofonen - 
Agricola - 
Akkoord - 
A-Klarinet - 
Akoestiek - 
Allegri - 
Allegro - 
Alt - 
Altblokfluit - 
Alteratie -
Altfluit - 
Althobo - 
Altklarinet - 
Altsaxofoon - 
Alttrombone - 
Altviool -
Ameling - 
Anacrouse - 
Andante - 
Antheil - 
Appoggiatura - 
Arco - 
Aristoxenos - 
Arezzo - 
Aria - 
Arrangeur - 
Atonaliteit - 
Avant-Gardisme -

## B
Bach - 
Bariton - 
Baritonsaxofoon - 
Barokmuziek - 
Bartók - 
Bartókpizzicato - 
Bas - 
Basblokfluit - 
Basfluit - 
Bashobo - 
Bassaxofoon - 
Bassethoorn - 
Basso continuo - 
Bastrombone - 
Bastrompet - 
Bastuba - 
Bes-klarinet - 
Beethoven - 
Beinum -
Bekkens - 
Bennett - 
Benzi - 
Berliner Philharmoniker -
Berlioz - 
Biber - 
Binchois - 
Bingen - 
Bizet - 
Björling - 
Blaasinstrumenten - 
Bladmuziek - 
Blokfluit - 
Blow - 
Boventoon - 
Brahms - 
Brassband - 
Brouwenstijn - 
Brito - 
Bruch - 
Bruckner - 
Brüggen - 
Buisklokkenspel -
Bull - 
Buxtehude - 
Byrd -

## C
Caccini - 
Cadens - 
Cantate - 
Carissimi - 
Caruso - 
Cavalli - 
Cd - 
Cello - 
Luciano Chailly - 
Riccardo Chailly - 
Chopin - 
Chordofonen - 
Cimbalom -
Christo - 
Chromatiek - 
Ciconia - 
Classicisme - 
Clementi - 
C Klarinet - 
Klavecimbel - 
Claves - 
C Trompet - 
Coloratuursopraan - 
Comes - 
Componist - 
Compositie - 
Concertgebouw - 
Concertgebouworkest - 
Concertmeester - 
Conservatorium - 
Consonantie - 
Con sordino - 
Contrabas - 
Contrabasklarinet - 
Contrabassaxofoon - 
Contrafagot - 
Contrasubject - 
Contrapunt - 
Cornetto - 
Cornelius - 
Crescendo - 
Cristofori - 
Crotales - 
Cup Mute - 
Cymbaal - 
Cymbales Antiques

## D
Da Capo - 
Debussy - 
Decime - 
Decrescendo - 
Demper -
Deo Cantemus - 
Der König Kandaules - 
Diatoniek - 
Diminuendo - 
Dirigent - 
Disklavier - 
Dissonantie - 
Dithyrambe - 
Divisief ritme - 
Dominant - 
Dominant septiemakkoord - 
Dominantakkoord -
Donizetti -
Doorwerking - 
Dorisch - 
D-Trompet - 
Dubbelfuga - 
Dukas - 
Dulciaan - 
Duodecime - 
Dux - 
Dvd - 
Antonín Dvořák - 
Dwarsfluit - 
Dynamiek -

## E
Es-Klarinet - 
Eerste Weense School - 
Elektrofonen - 
Engelse Hoorn - 
(koningin) Elisabeth-wedstrijd  -
Episode - 
Expositie -

## F
Fagot - 
Fall - 
Fandango - 
Fanfare - 
Fauré - 
Fernandes - 
Filmmuziek - 
Von Flotow - 
Fluit - 
Forte - 
Fortissimo - 
Fortepiano (dynamiek) - 
Franck - 
Frederik de Grote - 
Fret - 
Frequentie - 
F-Trompet - 
Fuga -

## G
Gade - 
Geluid - 
Genre - 
Gershwin - 
Geschiedenis van de klassieke muziek - 
Geschiedenis van de muzieknotatie - 
Gigli - 
Paul Gilson -
G-klarinet - 
Glissando - 
Glockenspiel - 
Gluck -
Gong - 
Gounod - 
Grammofoonplaat - 
Gregoriaans - 
Grieg - 
Grondtoon - 
Guidonische lettergrepen -

## H
Haitink - 
Händel - 
Harasiewicz - 
Harmonieleer - 
Harmonieorkest - 
Harmonische - 
Harp - 
Joseph Haydn - 
Michael Haydn - 
Hobo - 
Robert Holl - 
David Hollestelle - 
Hoofdvorm - 
Hoorn - 
Andrej Hoteev -
Hymne -

## I
Idiofonen - 
Improvisatie - 
Instrument - 
Instrumentale muziek - 
Interval - 
Intonatie - 
Ionisch - 
Italiaanse muziektermen -

## J
Jansons - 
Járdányi

## K
Von Karajan -
Kerkmuziek - 
Kes - 
Ketèlbey - 
Otto Ketting - 
Piet Ketting - 
Klassieke componisten van A tot Z - 
Klarinet - 
Klassieke muziek -
Klavecimbel - 
Klavier - 
Klokkenspel - 
Der König Kandaules - 
Erika Köth - 
Koopman - 
Koor - 
Koraal - 
Kruis -
Jan Kubelík - 
Rafael Kubelík -  
Kwart - 
Kwint -

## L
Langspeelplaat -
Mario Lanza -  
Lassus - 
Legato - 
Legatoboog - 
Leidmotief -
Lemmensinstituut - 
Liedvorm - 
Lijst van componisten (chronologisch) - 
Lijst van Nederlandse en Vlaamse componisten - 
Liszt - 
Locrisch -
Carl Loewe - 
Frederick Loewe -  
London Philharmonic Orchestra - 
Lopes Morago -
Lortzing -  
Lully - 
Lydisch -

## M
Maat - 
Maatsoort - 
Maatstreep - 
Machault - 
Madrigaal - 
Magelhães - 
Mahler - 
Majeur - 
Mandoline - 
Mandola - 
Marimba - 
Martellato - 
Melodie - 
Membranofonen - 
Mendelssohn - 
Mendes - 
Mengelberg -
Messager - 
Metallofoon - 
Mezzoforte - 
Mezzopiano - 
Mezzosopraan - 
Millöcker - 
Mineur - 
Minimal Music - 
Mis - 
Mixolydisch - 
Modaliteit - 
Modernisme - 
Modulatie -
Mario del Monaco -  
Monodie - 
Mol - 
Monteverdi - 
Monti - 
Mordent - 
Motet - 
Mozart - 
Musicus - 
Musicologie - 
Mute - 
Muze - 
Muziek - 
Muziekgeschiedenis - 
Muziekinstrument - 
Muziekinstrumentenlijst - 
Muzieknotatie - 
Muziekstijlen - 
Muziektheorie - 
Muzikant -

## N
Neume - 
Neoclassicisme - 
Neoromantiek - 
New complexity - 
Nielsen - 
Nieuwe eenvoud - 
None - 
Noot - 
Notatie - 
Notenbalk - 

## O
Ockeghem - 
Octaaf - 
Ode - 
Omkeerbaar contrapunt - 
Oor - 
Opera - 
Operette - 
Opmaat -
Oratorium - 
Organist -
Orgel - 
Orkest - 
Orkestratie - 
Ouverture - 
Overbinding - 
Oyens -

## P
Pachelbel - 
Palestrina - 
Partituur - 
Partij -
Pauken - 
Percussie - 
Phrygisch - 
Pianissimo - 
Piano - 
Pianokwintet -
Pianosonate - 
Piccolo - 
Pizzicato - 
Plunger - 
Polyfonie - 
Ponse - 
Portato - 
Post-Modernisme - 
Prime - 
Prokofjev - 
Purcell - 
Pythagoras -

## R
Rameau - 
Ravel - 
Recitatief - 
Refrein - 
Reprise - 
Resonantie - 
Resonator - 
Ricercare - 
Andrej Rimski-Korsakov - 
Georg Rimski-Korsakov - 
Nikolaj Rimski-Korsakov - 
Ritme -
Romantiek - 
Rondovorm - 
Anneliese Rothenberger - 
Rotterdams Philharmonisch Orkest -

## S
Sacd - 
Saint-Saëns - 
Salieri - 
Sample - 
Santiago - 
Satie - 
Scarlatti - 
Schipa - 
Schmidt - 
Schock -
Schönberg - 
Schubert - 
Schumann - 
Secunde - 
Senza sordino - 
Septiem - 
Septiemakkoord - 
Serialisme - 
Sext - 
Sibelius - 
Sjostakovitsj - 
Slagwerk - 
Solfège - 
Solmisatie - 
Somtoon - 
Sonate - 
Sonatevorm - 
Sopraan - 
Sopraanblokfluit - 
Sopraansaxofoon - 
Sopraantrombone - 
Sopranino - 
Sordino - 
Souzay - 
Staccato - 
Stamtoon - 
Giuseppe di Stefano - 
Stemming - 
Stereofonie - 
Stijl - 
Stilte - 
Stolz - 
Christianne Stotijn - 
Constant Stotijn - 
Haakon Stotijn - 
Jaap Stotijn - 
Louis Stotijn - 
Straight mute - 
Straus - 
Strauss - 
Stravinsky - 
Strijkciter -
Strijkinstrument - 
Strijkkwartet - 
Strijkstok - 
Subdominant - 
Subject - 
Sullivan - 
Von Suppé -
Surround sound - 
Sutherland - 
Sweelinck - 
Symfonie - 
Symfonieorkest - 
Syncope - 
Synthesizer -

## T
Tamtam - 
Tartini - 
Tartini-toon - 
Tauber - 
Telemann - 
Tempo - 
Tenor - 
Tenorblokfluit - 
Tenorsaxofoon - 
Tenorbastrombone - 
Tenortrombone - 
Terts - 
Thema - 
Timbales - 
Tippett - 
Toetsinstrument - 
Tonaliteit - 
Tonica - 
Toonladder - 
Toonsoort - 
Transponeren - 
Traverso - 
Tremolo - 
Triangel - 
Triool -
Trombone - 
Trompet - 
Troubadour - 
Tsjaikovski - 
Tuba - 
Tweede Weense School -

## U
Una corda - 
Undecime - 

## V
Vagant -
Verdi - 
Verschiltoon - 
Versieringsteken - 
Vibrafoon - 
Viool - 
Violoncello - 
Vitry - 
Vivaldi - 
Vocale muziek - 
Voorslag - 
Voortekening - 
Vormleer -

## W
Waart - 
Wagner - 
Wagnertuba - 
Wah Wah mute - 
Weense school (eerste en tweede) - 
Weill - 
Weinberger - 
Windgassen - 
Wolf - 
Woodblock -
Fritz Wunderlich

## X
Xylofoon - 

## Z
Zappa - 
Zangkunst -
Zeller - 
Zimmermann - 
Zink -